# 敷屋村
敷屋村（しきやむら）は、和歌山県東牟婁郡にあった村。熊野川の中流域、現在の新宮市熊野川町の北西端および田辺市本宮町小津荷・本宮町高山にあたる。

## 地理
- 山岳：富士根山、大森山、大平多山、甲森、七越峯
- 河川：熊野川、篠尾川

## 歴史
- 1889年（明治22年）4月1日 - 町村制の施行により、西敷屋村・東敷屋村・篠尾村・小津荷村・高山村の区域をもって発足。
- 1956年（昭和31年）9月30日 - 分割し、大字大字西敷屋・東敷屋・篠尾が小口村・三津ノ村・九重村・玉置口村と合併して熊野川町が、大字小津荷・高山が三里村・本宮村・四村と合併して本宮町が発足。同日敷屋村廃止。

## 交通

### 道路
- 国道168号